# 奥武則
奥 武則（おく たけのり、1947年3月14日 - ）は、日本の社会学者・歴史学者。法政大学名誉教授。毎日新聞客員編集委員。日本近現代史・ジャーナリズム史専攻。放送倫理・番組向上機構（BPO）放送と人権等権利に関する委員会委員長。

## 経歴
東京都生まれ。東京都立新宿高等学校、早稲田大学第一政治経済学部政治学科で藤原保信（政治思想史家）に師事。1970年毎日新聞社入社。鹿児島支局、西部本社を経て東京本社学芸部。編集委員、学芸部長、編集局次長、論説委員、論説副委員長、特別編集委員兼論説委員、毎日新聞客員編集委員を歴任。主に一面コラム「余録」を担当した。2003年4月‐2017年3月、法政大学社会学部教授。
2015年、『ジョン・レディ・ブラック　近代日本ジャーナリズムの先駆者』で第23回やまなし文学賞（研究・評論部門）受賞。

## 著書
- 『新発掘 古代史の森』創思社出版、1984年
- 『蓮門教衰亡史―近代日本民衆教の行く末』現代企画室、1988年
- 『激動の時代を読む―ジャーナリズムの現場から』現代企画室、1991年
- 『文明開化と民衆―近代日本精神史断章』新評論、1993年
- 『岩波書店と文藝春秋―「世界」・「文藝春秋」に見る戦後思潮』毎日新聞社、1996年
- 『スキャンダルの明治―国民を創るためのレッスン』ちくま新書、1998年
- 『大衆新聞と国民国家―人気投票・慈善・スキャンダル』平凡社選書、2000年
- 『にっぽん一千年紀の物語』大島透共著　毎日新聞社、2001年
- 『むかし<都立高校>があった』平凡社、2004年
- 『賞味期間一日―「余録」抄　2001～2003』弦書房、2004年
- 『メディアコミュニケーション―その構造と機能』法政大学出版局、2005年
- 『論壇の戦後史　1945-1970』平凡社新書、2007年／平凡社ライブラリー、2018年
- 『露探―日露戦争期のメディアと国民意識』中央公論新社、2007年
  - 増補版『ロシアのスパイ―日露戦争期の「露探」』中公文庫、2011年
- 『熟慮ジャーナリズム―「論壇記者」の体験から』平凡社新書、2010年
- 『メディアは何を報道したか―本庄事件から犯罪報道まで』日本経済評論社、2011年
- 『ジョン・レディ・ブラック―近代日本ジャーナリズムの先駆者』岩波書店、2014年
- 『幕末明治新聞ことはじめ　ジャーナリズムをつくった人びと』朝日新聞出版・朝日選書、2016年
- 『黒岩涙香　断じて利の為には非ざるなり』ミネルヴァ書房・ミネルヴァ日本評伝選、2019年
- 『感染症と民衆　明治日本のコレラ体験』平凡社新書、2020年
- 『明治六大巡幸―「報道される天皇」の誕生』中公選書、2024年